# Dasineura sassafras
Dasineura sassafras är en tvåvingeart som först beskrevs av Ephraim Porter Felt 1916.  Dasineura sassafras ingår i släktet Dasineura och familjen gallmyggor.
Artens utbredningsområde är Ontario. Inga underarter finns listade i Catalogue of Life.